# Rajaona Andriamananjara
Rajaona Andriamananjara FAAS FTWAS (né le 1er décembre 1943 et mort le 30 septembre 2016) était un professeur malgache de sciences sociales et économiques,. Il a été le fondateur et directeur général de l'Institut malgache des techniques d'aménagement et également président de l'Académie nationale des arts, des lettres et des sciences de Madagascar (AcNALS),,.

## Biographie

### Éducation
Andriamananjara naît le 1er décembre 1943 à Ambatomena, Madagascar. Après son baccalauréat de l'Université de Princeton en 1966, il obtient deux maîtrises en affaires internationales et en économie de l'Université George Washington et de l'Université du Michigan en 1967 et 1969 respectivement. Il a obtenu son doctorat de cette dernière institution en 1971,.

### Carrière
Andriamananjara travaille comme économiste au Fonds monétaire international. Il travaille également avec le gouvernement malgache en tant que conseiller à la Direction de la Planification, directeur général de la planification au ministère des Finances et du Plan et directeur général fondateur de l'Institut de Madagascar pour les techniques de planification,. Il est membre de Comité malgache d'éthique des sciences et des technologies (CMEST) et président de l'Académie nationale des arts, des lettres et des sciences de Madagascar,.

## Décès
Andriamananjara décède d'un cancer du pancréas le 30 septembre 2016.

## Prix et distinctions
Andriamananjara devient membre de l'Académie africaine des sciences en 2006 et de l'Académie mondiale des sciences en 2010. Il est membre du Comité malgache d'éthique des sciences et des technologies (CMEST) et président de l'Académie nationale des arts, des lettres et des sciences de Madagascar (2002-2016),,
Andriamananjara reçoit le titre de Chevalier malgache de l'Ordre du mérite et les AFGRAD Alumni Awards présentés par l'America Institute of the USA.

## Publications sélectionnées
- Andriamananjara, R. (1973). Mobilisation des travailleurs au Maroc . Le Journal des études africaines modernes, 11(1), 145-151[10].
- Andriamanerasoa, Nirina et Rajaona Andriamananjara . "Pour un développement au service des masses des pays sous-développés". Revue Tiers Monde, vol. 18, non. 71, 1977, p. 481-92. JSTOR [11]
- Rajaona Andriamananjara : Cycles de développement économique à Madagascar, 1950-1990[12].